# Neurociência computacional
A neurociência computacional (ou neurociência teórica)  é a área da neurociência que tem por objetivo o estudo teórico do sistema nervoso e das funções cerebrais usando modelos matemáticos e computacionais. A palavra "computacional" no nome da área tem dois sentidos: um é para indicar que o computador é utilizado como ferramenta para a construção de modelos; o outro é para indicar que ela procura entender e modelar as "computações" feitas pelo cérebro, isto é, como o cérebro representa e processa informação . Por sua própria natureza, a neurociência computacional é uma ciência interdisciplinar que combina diferentes campos do saber, como a neurobiologia, a matemática, a ciência da computação, a física, a engenharia elétrica, a ciência cognitiva, a psicologia e a filosofia.
A neurociência computacional é distinta do conexionismo e de disciplinas como aprendizado de máquina, redes neurais artificiais e teoria da aprendizagem computacional, na medida em que enfatiza descrições funcionais e biologicamente plausíveis de neurônios e sistemas neurais, sua fisiologia e dinâmica de aprendizagem. Para atingir seus objetivos, a neurociência computacional utiliza modelos matemáticos e computacionais de células, circuitos e redes neurais, procurando integrar dados experimentais obtidos com as mais diferentes técnicas – desde o nível microscópico, acessível por estudos moleculares e celulares, até o nível sistêmico, acessível por estudos comportamentais – para construir um arcabouço teórico coerente e quantitativo da estrutura e da função do sistema nervoso, tanto em condições normais como patológicas.

## História
O termo "neurociência computacional" foi introduzido por Eric L. Schwartz, que organizou uma conferência com esse título em 1985 em Carmel, Califórnia, a pedido da Fundação de Desenvolvimento de Sistemas, para fornecer um resumo do estado atual de um campo que até aquele momento era referido por uma variedade de nomes, tais como biofísica matemática, cibernética, teoria do cérebro e redes neurais. Os resultados dessa reunião definidora foram publicados em 1990 como o livro Neurociência Computacional. O primeiro encontro internacional aberto de pesquisadores voltado para a Neurociência Computacional foi organizado por James M. Bower e John Miller em São Francisco, Califórnia, em 1989, e tem continuado a cada ano desde então como a reunião anual "Computational Neuroscience Meeting" organizada pela Organização para Neurociência Computacional. O primeiro programa de pós-graduação em neurociência computacional foi o programa de Doutorado em Sistemas Neurais e Computacionais do Instituto de Tecnologia da Califórnia (CALTECH) em 1985. A partir de então, a área se expandiu rapidamente e atualmente há vários eventos regionais e internacionais voltados para ela, como encontros, congressos e cursos de curta duração, assim como dezenas de programas de pós-graduação espalhados pelo mundo com interface com a neurociência computacional. Listas não-exaustivas de eventos, pesquisadores e recursos disponíveis na Web relacionados à neurociência computacional podem ser encontrados em páginas mantidas por indivíduos ou instituições. Exemplos são a página mantida por Jim Perlewitz, Computational Neuroscience on the Web, a a página de eventos em neurociência computacional do grupo de mídia Frontiers : http://www.frontiersin.org/events/Computational_Neuroscience.
A neurociência computacional tem suas raízes históricas ligadas aos trabalhos de pessoas como Louis Lapicque, Warren McCulloch, Walter Pitts, Donald Hebb, Alan Hodgkin, Andrew Huxley, David Hubel, Torsten Wiesel, Wilfrid Rall, Richard FitzHugh e David Marr, para citar alguns.
Lapicque propôs, em um artigo de 1907, a primeira versão do atualmente chamado modelo integra-e-dispara de neurônio (o nome foi dado por Bruce Knight na década de 1960 ). Devido à sua simplicidade e facilidade de implementação, o modelo integra-e-dispara é um dos modelos de neurônio mais populares da neurociência computacional, sendo amplamente utilizado para a simulação e o estudo matemático de redes com muito neurônios.
McCulloch e Pitts propuseram, em um artigo publicado em 1943, o primeiro modelo de redes de neurônios da neurociência computacional. A importância histórica do modelo de McCulloch-Pitts é que ele mostrou, pela primeira vez, que redes compostas por unidades simples de tipo "tudo-ou-nada", inspiradas nos neurônios biológicos, interconectadas entre si por sinapses excitatórias e inibitórias são capaz de efetuar computações complexas.
Hebb, em seu livro de 1949, The Organization of Behavior, formulou um mecanismo hipotético para explicar como as memórias se formam e são mantidas por longos períodos de tempo. A ideia central desse mecanismo é que as memórias são armazenadas nas sinapses entre os neurônios, ao invés de nas suas atividades elétricas, e que o aprendizado consistiria de modificações nas eficiências das sinapses. Segundo esse mecanismo, conhecido atualmente como regra de plasticidade sináptica hebbiana, quando dois neurônios que estão conectados por uma sinapse ficam ativos, isto é, emitem disparos de potenciais de ação, conjuntamente por um certo tempo, a eficiência da sinapse entre eles aumenta. A regra de plasticidade hebbiana é a base de praticamente todas as teorias da neurociência computacional para aprendizado e memória e há evidências experimentais que dão suporte a ela.
Hodgkin e Huxley elucidaram os mecanismos iônicos responsáveis pela geração do potencial de ação em um neurônio e desenvolveram um modelo matemático que descreve a evolução temporal do potencial de ação e sua propagação pelo axônio em concordância com dados experimentais. Os estudos de Hodgkin e Huxley foram iniciados em 1939, interrompidos durante a Segunda Guerra Mundial e terminados com a publicação de uma série de cinco artigos em 1952. Eles receberam o Prêmio Nobel de Medicina e Fisiologia em 1963 por esse trabalho. O modelo de Hodgkin-Huxley descreve um potencial de ação em termos de variáveis matemáticas que representam explicitamente as condutâncias iônicas da membrana do neurônio. Por isso, o formalismo matemático introduzido por Hodgkin e Huxley é chamado de "baseado em condutância". Esse formalismo é a base muitos dos modelos biofísicos de neurônios utilizados atualmente em neurociência computacional.
Hubel e Wiesel, em trabalhos publicados em 1959. e 1962, descobriram que os neurônios no córtex visual primário, a primeira área cortical que processa sinais vindos da retina, respondem de maneira seletiva a variações na orientação de estímulos luminosos com a forma de uma linha projetados nos campos receptivos dos neurônios. Essa descoberta lhes valeu o o Prêmio Nobel de Medicina e Fisiologia em 1981. A descoberta de que os neurônios do córtex visual primário possuem campos receptivos orientados, ao contrário das células ganglionares da retina, cujos campos receptivos são circulares, mostrou que estímulos sensoriais são transformados pelo cérebro à medida que passam de um estágio de processamento de informação para outro. Ela foi a primeira evidência experimental a sugerir mecanismos neuronais responsáveis pela formação de percepções, estimulando o desenvolvimento de modelos teóricos para explicar como esse processamento poderia ser feito em termos computacionais.
Wilfrid Rall iniciou a modelagem computacional biofisicamente realista de neurônios e dendritos, usando a teoria do cabo para construir o primeiro modelo multicompartimental de um dendrito. Donald Hebb foi um dos pioneiros na tentativa de se encontrar um substrato biológico para os fenômenos mentais, propondo mecanismos sinápticos e neurais capazes de levar grupos (cell assemblies) de células dispersas pelo cérebro a atuar brevemente como sistemas únicos. O trabalho de David Marr centrou-se nas interações entre neurônios, sugerindo abordagens computacionais ao estudo de como os grupos funcionais de neurônios no hipocampo e neocórtex interagem, armazenam, processam e transmitem informação.
A neurociência computacional se diferencia da área da psicologia conhecida como conexionismo e das teorias sobre aprendizagem de disciplinas como aprendizado de máquina, redes neurais e teoria estatística de aprendizado, pois ela enfatiza descrições funcionais ou biologicamente realistas de neurônios e sua fisiologia e dinâmica. Os modelos da neurociência computacional buscam capturar as características essenciais do sistema biológico em escalas de tempo múltiplas, desde correntes de membrana e oscilações químicas até aprendizado e memória. Esses modelos computacionais são usados para testar hipóteses que possam ser verificadas diretamente por experimentos biológicos atuais ou futuros.

### Atualidade
No momento o campo está passando por uma rápida expansão, provocado pelo acúmulo de dados experimentais e pelo aparecimento de pacotes de programas computacionais para a execução de simulações biologicamente detalhadas de neurônios individuais e redes de neurônios, como o NEURON e o GENESIS, que permitem a construção rápida e sistemática de modelos neurais em larga escala para estudos in silico.

## Principais tópicos
As pesquisas de neurociência computacional podem ser classificadas de modo geral em várias linhas de investigação. A maioria dos neurocientistas computacionais colabora estreitamente com os experimentalistas para analisar novos dados e sintetizar novos modelos de fenômenos biológicos.

### Modelagem de neurônio único
Mesmo neurônios individuais têm características biofísicas complexas e podem executar cálculos. O modelo original de Hodgkin e Huxley somente emprega duas correntes sensíveis à voltagem (canais iônicos sensíveis à voltagem são moléculas de glicoproteína que se estendem através da dupla capa lipídica, permitindo que os íons atravessem sob certas condições através do axolema), a de ação rápida de sódio e a para dentro de potássio. Embora bem-sucedido em prever as características qualitativas e temporais do potencial de ação, no entanto, não consegue prever uma série de características importantes, como a adaptação e desvio. Os cientistas agora acreditam que há uma grande variedade de correntes sensíveis à voltagem e as implicações das dinâmicas, modulações e sensibilidades diferentes destas correntes é um tópico importante da neurociência computacional.
As funções computacionais de dendritos complexos também estão sob intensa investigação. Há uma vasta literatura a respeito de como diferentes correntes interagem com as propriedades geométricas dos neurônios.
Alguns modelos também estão rastreando caminhos bioquímicos em escalas muito pequenas, tais como espinhos ou fendas sinápticas.
Há muitos pacotes de software, tais como GENESIS e NEURON, que permitem uma modelagem rápida e sistemática de neurônios realistas. Blue Brain, um projeto fundado por Henry Markram da École Polytechnique Fédérale de Lausanne, visa construir uma simulação biofisicamente detalhada de uma coluna cortical no supercomputador Blue Gene.
Um problema no campo é que as descrições detalhadas de neurônios são caras e isso pode prejudicar as investigações de redes realistas, onde muitos neurônios precisam ser simulados. Assim, os pesquisadores que estudam grandes circuitos neurais normalmente representam cada neurônio e sinapse simplesmente, ignorando muito do detalhe biológico. Isso é problemático, pois há evidências de que a riqueza das propriedades biofísicas na escala de neurônio único pode fornecer mecanismos que servem como blocos de construção para a dinâmica da rede. Por isso, há um incentivo para produzir modelos de neurônios simplificados que podem reter a fidelidade biológica significativa a uma baixa sobrecarga computacional. Algoritmos foram desenvolvidos para produzir modelos de neurônios de execução fiel, mais rápida e simplificada como substitutos para modelos de neurônios detalhados computacionalmente caros.

### Desenvolvimento, padronização axonal, e orientação
Como os axônios e dendritos se formam durante o desenvolvimento? Como os neurônios migrar para a posição correta nos sistemas central e periférico? Como as sinapses se formam? Sabe-se a partir da biologia molecular que partes distintas do sistema nervoso liberam sinais químicos distintos, de fatores de crescimento a hormônios que modulam e influenciam o crescimento e desenvolvimento de ligações funcionais entre os neurônios.
Investigações teóricas sobre a formação e padronização de conexão sináptica e morfologia são ainda incipientes. Uma hipótese que tem atraído recentemente alguma atenção é a hipótese da fiação mínima, a qual postula que a formação de axônios e dendritos minimiza efetivamente a alocação de recursos, mantendo o máximo armazenamento de informação.

### Processamento sensorial
Os primeiros modelos de processamento sensorial dentro de um quadro teórico são creditados Horace Barlow. Um tanto semelhante à hipótese de fiação mínima descrito na secção anterior, Barlow compreendia o processamento dos sistemas sensoriais iniciais como sendo uma forma de codificação eficiente, onde os neurônios codificavam informação o que minimizava o número de spikes. O trabalho experimental e computacional, desde então, apoiaram esta hipótese, de uma forma ou de outra.
A pesquisa atual no processamento sensorial é dividida entre uma modelagem biofísico de diferentes subsistemas e uma modelagem mais teórica da percepção. Os modelos atuais de percepção sugerem que o cérebro executa alguma forma de inferência Bayesiana e integração das diferentes informações sensoriais na geração de nossa percepção do mundo físico.

### Memória e plasticidade sináptica
Modelos mais antigos de memória são principalmente baseados nos postulados da aprendizagem Hebbiana. Modelos biologicamente relevantes, tais como a rede de Hopfield foram desenvolvidos para lidar com as propriedades associativas, ao invés de conteúdo endereçável, estilo de memória que ocorrem em sistemas biológicos. Estas tentativas focam principalmente na formação da memória a médio e longo prazo, localizada no hipocampo. Todos os modelos de memória de trabalho, contando com teorias de oscilações de rede e atividade persistente, foram construídos para capturar algumas características do córtex pré-frontal da memória relacionada ao contexto.
Um dos principais problemas na memória neurofisiológica é como ela é mantida e mudada através de múltiplas escalas de tempo. Sinapses instáveis são fáceis de sequenciar, mas também propensas a perturbação estocástica. Sinapses estáveis não esquecem tão facilmente, mas elas também são mais difíceis de se consolidar. Uma hipótese computacional recente envolve cascatas de plasticidade que permitem às sinapses funcionarem em múltiplas escalas de tempo. Modelos estereoquimicamente detalhados da sinapse à base de receptor de acetilcolina com o método Monte Carlo, trabalhando em uma escala de tempo de microssegundos, foram construídos. É provável que nas próximas décadas as ferramentas computacionais contribuirão muito para a compreensão de como as sinapses funcionam e mudam em relação ao estímulo externo.

### Comportamentos de redes
Neurônios biológicos são ligados uns aos outros de uma forma complexa e recorrente. Essas conexões são, ao contrário da maioria das redes neurais artificiais, esparsas e geralmente específicas. Não se sabe como a informação é transmitida através de tais redes esparsamente conectadas.
As interações dos neurônios em uma pequena rede podem ser muitas vezes reduzidas a modelos simples como o modelo de Ising. A mecânica estatística de tais sistemas simples é bem caracterizada teoricamente. Existem evidências recentes que sugerem que a dinâmica de redes neuronais arbitrárias pode ser reduzida para as interações de pares. Não se sabe, contudo, se tal dinâmica descritiva transmite qualquer função computacional importante. Com o surgimento da microscopia de dois fótons e da imagem de cálcio, agora tem-se métodos experimentais poderosos com os quais testar as novas teorias sobre redes neuronais.
Em alguns casos, as interações complexas entre os neurônios inibitórios e excitatórios podem ser simplificadas utilizando a teoria de campo médio, o que dá origem ao modelo de população de redes neurais. Enquanto muitos neurocientistas preferem modelos com reduzida complexidade, outros argumentam que descobrir relações funcionais estruturais depende de incluir o quanto for possível da estrutura neuronal e da rede. Modelos deste tipo são normalmente construídos em grandes plataformas de simulação como GENESIS ou NEURON. Houve algumas tentativas de fornecer métodos unificados que conectassem e integrassem estes níveis de complexidade.

### Cognição, discriminação e aprendizagem
A modelagem computacional de funções cognitivas superiores só começou recentemente. Dados experimentais vem principalmente de gravação com primatas. O lobo frontal e lobo parietal funcionam como integradores de informações de várias modalidades sensoriais. Há algumas ideias preliminares sobre como circuitos funcionais mutuamente inibitórios nessas áreas podem realizar computação biologicamente relevante.
O cérebro parece ser capaz de discriminar e se adaptar particularmente bem em certos contextos. Por exemplo, os seres humanos parecem ter uma enorme capacidade para memorizar e reconhecer rostos. Um dos objetivos fundamentais da neurociência computacional é dissecar como os sistemas biológicos realizam estas computações complexas de forma eficiente e potencialmente replicar esses processos na construção de máquinas inteligentes.
Os princípios organizacionais de grande escala do cérebro são iluminados por muitos campos, incluindo biologia, psicologia e prática clínica. A neurociência integrativa tenta consolidar estas observações através de modelos e bancos de dados de medidas comportamentais e gravações. Estas são as bases para algumas das modelagens quantitativas da atividade cerebral em grande escala.
O Computational Representational Understanding of Mind (CRUM) é mais uma tentativa de modelar a cognição humana através de processos simulados como sistemas baseados em regras adquiridas e a manipulação de representações visuais na tomada de decisão.

### Consciência
Um dos objetivos finais da psicologia/neurociência é ser capaz de explicar a experiência cotidiana da vida consciente. Francis Crick e Christof Koch fizeram algumas tentativas na formulação de um quadro coerente para o trabalho futuro em correlatos neurais da consciência (NCC), embora muito do trabalho neste campo permanece especulativo.

### Neurociência clínica computacional
É um campo que reúne especialistas em neurociência, neurologia, psiquiatria, ciências da decisão e modelagem computacional para definir quantitativamente e investigar problemas em doenças neurológicas e psiquiátricas, e treinar cientistas e médicos que desejam aplicar esses modelos para diagnóstico e tratamento.